# Grône
Grône (hist. Grün) – miejscowość i gmina (commune) w południowej Szwajcarii, w kantonie Valais, w okręgu (district) Sierre. Leży nad Rodanem.

## Demografia
W Grône mieszka 2513 osób. W 2021 roku 23,9% populacji gminy stanowiły osoby urodzone poza Szwajcarią. 